# Hendrik Antonie Lodewijk Hamelberg
Hendrik Antonie Lodewijk Hamelberg (Zaltbommel, 2 mei 1826 – Arnhem, 29 september 1896) was een Nederlands advocaat die zich vestigde in de Oranje Vrijstaat, waar hij secretaris en later lid van de Volksraad werd.

## Biografie
Hamelberg werd geboren in Zaltbommel en genoot zijn opleiding op het gymnasium in Amersfoort. Vervolgens studeerde hij in Utrecht, waar hij promoveerde op 1 juli 1853.
In april 1855 vertrok hij naar Kaapstad, waar hij in december van dat jaar aankwam. Op 8 augustus 1856 trok hij verder naar Bloemfontein in de nieuw opgerichte Oranje Vrijstaat, waar hij zich als advocaat en procureur vestigde. Tevens werd hij verslaggever voor de kranten Kaapsche Volksblad, The Friend of the Free State and Bloemfontein Gazette.
Op 6 oktober 1856 werd hij benoemd tot secretaris van de Volksraad van de Oranje Vrijstaat. Die functie zou hij in 1857 tijdelijk neerleggen wegens onenigheid met de staatspresident Jacobus Nicolaas Boshoff.
Hamelberg nam ook zitting in de Volksraad als gekozen lid, van 1858 tot 1859 als lid namens het district Onder-Valschrivier en van 1864 tot 1871 namens het district Bethulie. Als Volksraadslid speelde Hamelberg een belangrijke rol in de vredesonderhandelingen met de Basotho en de totstandkoming van de Nationale Bank van de Oranje Vrijstaat.
Van 1860 tot 1861 nam Hamelberg tijdelijk de functie van staatsprocureur waar. Hij werd eerder ook gevraagd als waarnemend staatspresident, maar weigerde dat.
In 1871 keerde Hamelberg terug naar Nederland, waar hij zich vestigde in Arnhem. Na zijn terugkeer in Nederland fungeerde hij als consul-generaal en speciaal gezant voor de Oranje Vrijstaat in Europa (1871-1896).

## Trivia
Hamelberg is de tekstschrijver van het Volkslied van de Oranje Vrijstaat. De melodie werd gecomponeerd door Willem Nicolaï.